# Helichrysum gymnocephalum
Helichrysum gymnocephalum là một loài thực vật có hoa trong họ Cúc. Loài này được (DC.) Humbert mô tả khoa học đầu tiên năm 1923.